# La Reforma kommun
La Reforma är en kommun i Mexiko.   Den ligger i delstaten Oaxaca, i den sydöstra delen av landet, 300 km söder om huvudstaden Mexico City.
Följande samhällen finns i La Reforma:
- El Porvenir
- Emiliano Zapata
- Piedra Blanca